# Thrypticomyia zimmermaniana
Thrypticomyia zimmermaniana là một loài ruồi trong họ Limoniidae. Chúng phân bố ở miền Australasia.